# 山根佐由里
山根 佐由里（やまね さゆり、1990年1月24日 - ）は、三重県度会郡度会町出身の女子ソフトボール選手（投手）。元ソフトボール日本代表。日本リーグ42連勝の記録保持者。

## 経歴
度会町立中川小学校4年生の時に地域のスポーツ少年団（現在の度会エンペラーズ）に入団。6年生の時に第15回全日本小学生大会に出場したが、1回戦で京都のホワイトビッキーズに敗れた。
2002年、度会町立度会中学校に進学。2年生の時にピッチャーを始めた。同年、全国中学校大会に出場したが登板機会は無かった。
2005年、三重県立宇治山田商業高等学校に進学。高校3年生に進級する直前の3月、練習中に右膝の前十字靭帯を断裂した。手術が必要な大怪我であったが、5月にインターハイが、6月には世界ジュニア選手権が控えていたため、手術を後回しにして試合に出場し続けた。世界ジュニア選手権では銀メダルを獲得した。大会終了後の8月に手術を受けた。
高校卒業後の2008年にレオパレス21に入団。1年目から新人賞を受賞する活躍を見せる。しかし2シーズン目の終了後にチームが廃部となったため、2010年からトヨタ自動車に所属することになる。その後、2011年から2016年にかけて日本リーグ42連勝を記録。2014年には最優秀投手賞・ベストナイン賞を受賞した。
2009年には日本代表に初選出。世界選手権に3回（2010年・2014年・2016年）出場しており、オランダで開催された2014年大会では金メダルを獲得した。
2017年に現役引退。日本リーグ10年間の通算記録は、126試合登板・61勝9敗・防御率1.36。
引退後は、全国各地でソフトボール教室を催したり、大学の外部コーチを務めるなどの普及活動に携わっている。2021年の東京オリンピックでは、ソフトボール競技の全試合で解説を担当した。愛知県名古屋市の野球アカデミー「Be an Elite」のバッティング＆ピッチングアドバイザーも務めている。

## 選手としての特徴
コントロールと緩急が武器のピッチャーであった。体感速度150km/h超えのストレートにドロップ・スライダー・チェンジアップなど多彩な変化球を織り交ぜ、投球スタイルが田中将大に似ていることから『女マー君』の異名をとった。

## 人物・エピソード
三重県度会町は、スポーツ好きの女子はソフトボールをするという風潮があるくらいソフトボールが盛んな地域である。3歳上の姉の影響もあり、加えて父親は地元のスポーツ少年団で監督を務めていたという環境であったため、必然的に山根も父親が監督を務めるスポーツ少年団に加わりソフトボールを始めた。
運動全般が苦手で、守備が苦手なため中学2年生の時にピッチャーを始めた。チームが全国中学校大会に出場した際も三塁コーチをしており、中学3年生の時にようやく試合に出られるようになった。
2014年12月21日、スポーツ振興に貢献した功績をたたえ、地元の三重県度会町から功労表彰を受賞した。
2015年の日本リーグ第4節のSGホールディングス戦では、あと1人バッターを抑えれば完全試合という場面でホームランを打たれ、大記録達成が潰えた。試合は4-1で勝利した。
現役時代はルーティンを大切にしていた。試合前最後に必ずB'zの『イチブトゼンブ』を聴き、愛用の小さなライオンのぬいぐるみを「ぽんっ」と触ってから試合に臨み、グラウンドには左足から入るなど、試合開始までの流れが事細かに定められていた。
尊敬する人物は上原浩治で、著書の『不変』を愛読している。憧れの選手は上野由岐子と髙山樹里。

## 詳細情報

### 年度別投手成績
| 年 度      | チーム       | 所属リーグ | 登 板 | 勝 利 | 敗 戦 | 勝 率 | 打 者 | 打 数 | 投 球 回 | 被 安 打 | 被 本 塁 打 | 被 犠 打 | 被 犠 飛 | 与 四 球 | 与 死 球 | 奪 三 振 | 奪 三 振 率 | 被 打 率 | 投 球 数 | 暴 投 | 不 正 投 球 | 失 点 | 自 責 点 | 防 御 率 | W H I P | 備 考  |
| ---------- | ------------ | ---------- | ----- | ----- | ----- | ----- | ----- | ----- | -------- | -------- | ----------- | -------- | -------- | -------- | -------- | -------- | ----------- | -------- | -------- | ----- | ----------- | ----- | -------- | -------- | ------- | ------ |
| 2008       | レオパレス21 | 日本リーグ | 14    | 5     | 3     | .625  | 190   | 177   | 50.0     | 41       | 3           | 8        | -        | 5        | 0        | 11       | 1.54        | .232     | -        | 0     | -           | 9     | 9        | 1.26     | 0.92    | 新人賞 |
| 2009       | レオパレス21 | 日本リーグ | 17    | 4     | 2     | .667  | 229   | 201   | 55.1     | 43       | 5           | 9        | -        | 18       | 1        | 22       | 2.78        | .214     | -        | 0     | -           | 17    | 15       | 1.90     | 1.10    |        |
| 2010       | トヨタ自動車 | 日本リーグ | 15    | 7     | 1     | .875  | 209   | 183   | 48.1     | 45       | 4           | 3        | -        | 17       | 6        | 35       | 5.07        | .246     | -        | 1     | -           | 17    | 15       | 2.17     | 1.28    |        |
| 2011       | トヨタ自動車 | 日本リーグ | 14    | 7     | 1     | .875  | 163   | 137   | 42.2     | 19       | 0           | 6        | -        | 17       | 3        | 42       | 6.89        | .139     | -        | 1     | -           | 3     | 3        | 0.49     | 0.84    |        |
| 2012       | トヨタ自動車 | 日本リーグ | 10    | 7     | 0     | 1.000 | 170   | 148   | 44.2     | 23       | 2           | 7        | -        | 10       | 5        | 33       | 5.17        | .155     | -        | 0     | -           | 8     | 5        | 0.78     | 0.74    |        |
| 2013       | トヨタ自動車 | 日本リーグ | 16    | 11    | 0     | 1.000 | 264   | 236   | 67.1     | 48       | 3           | 11       | -        | 11       | 6        | 56       | 5.82        | .203     | -        | 0     | -           | 13    | 12       | 1.25     | 0.88    |        |
| 2014       | トヨタ自動車 | 日本リーグ | 14    | 9     | 0     | 1.000 | 210   | 173   | 51.0     | 36       | 3           | 13       | -        | 19       | 5        | 26       | 3.57        | .208     | -        | 1     | -           | 7     | 7        | 0.96     | 1.08    | B9     |
| 2015       | トヨタ自動車 | 日本リーグ | 13    | 5     | 0     | 1.000 | 167   | 155   | 43.1     | 28       | 3           | 2        | -        | 8        | 2        | 34       | 5.49        | .181     | -        | 0     | -           | 4     | 4        | 0.65     | 0.83    |        |
| 2016       | トヨタ自動車 | 日本リーグ | 10    | 6     | 1     | .857  | 167   | 139   | 40.0     | 28       | 2           | 11       | -        | 11       | 6        | 15       | 2.63        | .201     | -        | 0     | -           | 11    | 9        | 1.58     | 0.98    |        |
| 2017       | トヨタ自動車 | 日本リーグ | 3     | 0     | 1     | .000  | 21    | 16    | 3.1      | 8        | 4           | 2        | -        | 1        | 2        | 1        | 2.10        | .500     | -        | 0     | -           | 7     | 7        | 14.70    | 2.70    |        |
| 通算：10年 | 通算：10年   | 通算：10年 | 126   | 61    | 9     | .871  | 1790  | 1565  | 446.0    | 319      | 29          | 72       | -        | 117      | 36       | 275      | 4.32        | .204     | -        | 3     | -           | 96    | 86       | 1.36     | 0.98    |        |

- 太字は個人表彰

### 日本リーグ個人表彰
- 2008年 - 新人賞（投手）
- 2014年 - 最優秀投手賞（防御率0.96）、ベストナイン賞（投手）

### 記録
- 日本リーグ通算42連勝

### 代表歴
- 2007年 - 第8回世界ジュニア選手権
- 2009年 - 第4回USAワールドカップ
- 2009年 - 第4回アジアジュニア選手権
- 2010年 - Australia v Japan Test Series
- 2010年 - 第12回世界選手権
- 2010年 - 第5回USAワールドカップ
- 2010年 - 第7回ジャパンカップ
- 2010年 - 第16回アジア競技大会
- 2011年 - カナディアンオープン（英語版）
- 2013年 - 第2回東アジアカップ
- 2014年 - 第9回USAワールドカップ
- 2014年 - カナディアンオープン
- 2014年 - 大垣国際カップ
- 2014年 - 第14回世界選手権
- 2014年 - 第17回アジア競技大会
- 2015年 - 第8回ジャパンカップ
- 2016年 - Down Under Series（オーバーエイジ）
- 2016年 - 日米対抗
- 2016年 - 第11回USAワールドカップ
- 2016年 - 第15回世界選手権
- 2016年 - 第9回ジャパンカップ

### 背番号
- 20（2008 - 2009）
- 21（2010 - 2017）